# Campeonato de Primera División 2023-24 (Honduras)
El Campeonato de Primera División 2022-23 (también llamado Liga Betcris por motivos de patrocinio) será la 58.ª edición  del Campeonato Anual de la Liga Nacional de Honduras.

## Sistema de competición
El Campeonato se constituye de dos torneos cortos —Torneo Apertura y Torneo Clausura—. El equipo que haya obtenido la peor puntuación, una vez finalizados ambos torneos, descenderá a la Liga de Ascenso. 
Cada torneo está compuesto por dos vueltas (con 9 jornadas cada una). Una vez finalizadas las vueltas regulares, los equipos que hayan alcanzado los primeros dos lugares en la tabla de posiciones, accederán automáticamente a las semifinales. 
Por otra parte, los clubes que hayan ocupado los puestos 3°, 4°, 5° y 6° tendrán que disputar una fase de eliminación previa. Los dos clubes que resulten ganadores en esta fase, clasificarán a las semifinales. 
Finalmente, el título de campeón lo disputarán los dos clubes que hayan superado la fase de semifinales.
A la Liga Nacional de Fútbol de Honduras, se le otorgaron 3 cupos para la Copa Centroamericana de Concacaf 2024, cupos que obtendrán los campeones de los torneos Apertura y Clausura, mientras que el tercer y cupo será para el equipo mejor posicionado, en la tabla acumulada de toda la temporada, que no fue campeón.

## Información de los equipos

### Ascenso y descenso
| Pos | a la Liga Nacional |
| --- | ------------------ |
| 1.º | Génesis            |

| Pos  | a la Liga de Ascenso |
| ---- | -------------------- |
| 10.º | Honduras Progreso    |

### Equipos participantes
| Equipo        | Ciudad         | Entrenador        | Estadio                  | Capacidad | Indumentaria    | Patrocinador(es) principal(es) |
| ------------- | -------------- | ----------------- | ------------------------ | --------- | --------------- | ------------------------------ |
| Olimpia       | Tegucigalpa    | Pedro Troglio     | Chelato Uclés            | 35 000    | Umbro           | Banco Atlántida                |
| Motagua       | Tegucigalpa    | Diego Vázquez     | Chelato Uclés            | 35 000    | Joma            | Pepsi                          |
| Real España   | San Pedro Sula | Miguel Falero     | Morazán                  | 20 000    | Kelme           | Claro                          |
| Marathón      | San Pedro Sula | Hernán Medina     | Yankel Rosenthal         | 15 000    | Joma            | JVC                            |
| Vida          | La Ceiba       | David Fúnez       | Ceibeño                  | 20 000    | Nova Sport      | Tigo                           |
| Génesis       | Comayagua      | Reynaldo Tilguath | Carlos Miranda           | 10 000    | Huriver         | Melaminas Génesis              |
| UPNFM         | Tegucigalpa    | Orlando López     | Chelato Uclés            | 35 000    | Huriver         | Super Ópticas                  |
| Real Sociedad | Tocoa          | Jhon Jairo López  | Francisco Martínez Durón | 10 000    | Gocca Sports    | Molineros's                    |
| Victoria      | La Ceiba       | Salomón Nazar     | Ceibeño                  | 20 000    | Gocca Sport     | Banco de Occidente             |
| Olancho F.C.  | Juticalpa      | Humberto Rivera   | Juan Ramón Brevé Vargas  | 22 000    | Maca Sportswear | Banco de Occidente             |

### Equipos por zona geográfica
| UPNFM Génesis Motagua Olimpia Victoria Real Sociedad Real España Marathón Vida Olancho \| Departamento \| N.º \| Equipos \| \| ----------------- \| --- \| ------------------------ \| \| Francisco Morazán \| 3 \| Motagua, Olimpia y UPNFM \| \| Cortés \| 2 \| Marathón y Real España \| \| Comayagua \| 1 \| Génesis \| \| Atlántida \| 2 \| Vida y Victoria \| \| Colón \| 1 \| Real Sociedad \| \| Olancho \| 1 \| Olancho \| |     |                          |
| Departamento | N.º | Equipos                  |
| Francisco Morazán | 3   | Motagua, Olimpia y UPNFM |
| Cortés | 2   | Marathón y Real España   |
| Comayagua | 1   | Génesis                  |
| Atlántida | 2   | Vida y Victoria          |
| Colón | 1   | Real Sociedad            |
| Olancho | 1   | Olancho                  |

## Torneo Apertura

### Tabla de posiciones
| Pos. | Equipo        | Pts. | PJ | G  | E | P  | GF | GC | Dif. |  |
| ---- | ------------- | ---- | -- | -- | - | -- | -- | -- | ---- |  |
| 1    | Olimpia       | 48   | 18 | 15 | 3 | 0  | 48 | 14 | +34  |  |
| 2    | Marathón      | 32   | 18 | 10 | 2 | 6  | 23 | 21 | +2   |  |
| 3    | Motagua       | 29   | 18 | 8  | 5 | 5  | 32 | 22 | +10  |  |
| 4    | Génesis       | 23   | 18 | 6  | 5 | 7  | 23 | 24 | −1   |  |
| 5    | Real Sociedad | 22   | 18 | 5  | 7 | 6  | 17 | 19 | −2   |  |
| 6    | Olancho       | 21   | 18 | 5  | 6 | 7  | 16 | 19 | −3   |  |
| 7    | Real España   | 21   | 18 | 6  | 3 | 9  | 26 | 32 | −6   |  |
| 8    | Vida          | 20   | 18 | 5  | 5 | 8  | 26 | 35 | −9   |  |
| 9    | Victoria      | 17   | 18 | 4  | 5 | 9  | 23 | 30 | −7   |  |
| 10   | UPNFM         | 15   | 18 | 4  | 3 | 11 | 20 | 38 | −18  |  |

Actualizado a los partidos jugados el 25 de noviembre de 2023.
 Fuente: Liga Betcris
|  | Clasifica a semifinales. |
|  | Clasifica a repechaje.   |
|  | Último lugar.            |

### Fase final
|  | Repechaje                                              | Repechaje                                              | Repechaje                                              | Repechaje                                              | Repechaje                                              |   |       | Semifinales                                           | Semifinales                                           | Semifinales                                           | Semifinales                                           | Semifinales                                           |  |  | Final                                          | Final                                          | Final                                          | Final                                          | Final                                          |  |
|  | 29 y 30 de noviembre (ida) 2 y 3 de diciembre (vuelta) | 29 y 30 de noviembre (ida) 2 y 3 de diciembre (vuelta) | 29 y 30 de noviembre (ida) 2 y 3 de diciembre (vuelta) | 29 y 30 de noviembre (ida) 2 y 3 de diciembre (vuelta) | 29 y 30 de noviembre (ida) 2 y 3 de diciembre (vuelta) |   |       | 6 y 7 de diciembre (ida) 9 y 10 de diciembre (vuelta) | 6 y 7 de diciembre (ida) 9 y 10 de diciembre (vuelta) | 6 y 7 de diciembre (ida) 9 y 10 de diciembre (vuelta) | 6 y 7 de diciembre (ida) 9 y 10 de diciembre (vuelta) | 6 y 7 de diciembre (ida) 9 y 10 de diciembre (vuelta) |  |  | 17 de diciembre (ida) 21 de diciembre (vuelta) | 17 de diciembre (ida) 21 de diciembre (vuelta) | 17 de diciembre (ida) 21 de diciembre (vuelta) | 17 de diciembre (ida) 21 de diciembre (vuelta) | 17 de diciembre (ida) 21 de diciembre (vuelta) |  |
|  |                                                        |                                                        |                                                        |                                                        |                                                        |   |       |                                                       |                                                       |                                                       |                                                       |                                                       |  |  |                                                |                                                |                                                |                                                |                                                |  |
|  |                                                        |                                                        |                                                        |                                                        |                                                        |   |       |                                                       |                                                       |                                                       |                                                       |                                                       |  |  |                                                |                                                |                                                |                                                |                                                |  |
|  | 4°                                                     | Génesis                                                | 0                                                      | 3                                                      | 3                                                      |   |       |                                                       |                                                       |                                                       |                                                       |                                                       |  |  |                                                |                                                |                                                |                                                |                                                |  |
|  | 4°                                                     | Génesis                                                | 0                                                      | 3                                                      | 3                                                      |   |       |                                                       |                                                       |                                                       |                                                       |                                                       |  |  |                                                |                                                |                                                |                                                |                                                |  |
|  | 5°                                                     | Real Sociedad                                          | 0                                                      | 2                                                      | 2                                                      |   |       |                                                       |                                                       |                                                       |                                                       |                                                       |  |  |                                                |                                                |                                                |                                                |                                                |  |
|  | 5°                                                     | Real Sociedad                                          | 0                                                      | 2                                                      | 2                                                      |   | 1°    | Olimpia                                               | 1                                                     | 2                                                     | 3                                                     |                                                       |  |  |                                                |                                                |                                                |                                                |                                                |  |
|  |                                                        |                                                        |                                                        |                                                        |                                                        |   | 1°    | Olimpia                                               | 1                                                     | 2                                                     | 3                                                     |                                                       |  |  |                                                |                                                |                                                |                                                |                                                |  |
|  |                                                        |                                                        | 4°                                                     | Génesis                                                | 0                                                      | 0 | 0     |                                                       |                                                       |                                                       |                                                       |                                                       |  |  |                                                |                                                |                                                |                                                |                                                |  |
|  |                                                        |                                                        | 4°                                                     | Génesis                                                | 0                                                      | 0 | 0     |                                                       |                                                       |                                                       |                                                       |                                                       |  |  |                                                |                                                |                                                |                                                |                                                |  |
|  |                                                        |                                                        |                                                        |                                                        |                                                        |   |       |                                                       |                                                       |                                                       |                                                       |                                                       |  |  |                                                |                                                |                                                |                                                |                                                |  |
|  |                                                        |                                                        |                                                        |                                                        |                                                        |   |       |                                                       |                                                       |                                                       |                                                       |                                                       |  |  |                                                |                                                |                                                |                                                |                                                |  |
|  |                                                        |                                                        |                                                        |                                                        |                                                        |   |       |                                                       | 1°                                                    | Olimpia                                               |                                                       |                                                       |  |  |                                                |                                                |                                                |                                                |                                                |  |
|  |                                                        |                                                        |                                                        |                                                        |                                                        |   |       |                                                       |                                                       |                                                       |                                                       |                                                       |  |  |                                                |                                                |                                                |                                                |                                                |  |
|  |                                                        |                                                        | 3°                                                     | Motagua                                                |                                                        |   |       |                                                       |                                                       |                                                       |                                                       |                                                       |  |  |                                                |                                                |                                                |                                                |                                                |  |
|  | 3°                                                     | Motagua                                                | 3°                                                     | Motagua                                                | 2                                                      | 1 | 3 (3) |                                                       |                                                       |                                                       |                                                       |                                                       |  |  |                                                |                                                |                                                |                                                |                                                |  |
|  | 3°                                                     | Motagua                                                |                                                        |                                                        |                                                        |   |       |                                                       |                                                       |                                                       |                                                       |                                                       |  |  |                                                |                                                |                                                |                                                |                                                |  |
|  | 6°                                                     | Olancho                                                | 2                                                      | 1                                                      | 3 (0)                                                  |   |       |                                                       |                                                       |                                                       |                                                       |                                                       |  |  |                                                |                                                |                                                |                                                |                                                |  |
|  | 6°                                                     | Olancho                                                | 2                                                      | 1                                                      | 3 (0)                                                  |   | 2°    | Marathón                                              | 1                                                     | 2                                                     | 3                                                     |                                                       |  |  |                                                |                                                |                                                |                                                |                                                |  |
|  |                                                        |                                                        |                                                        |                                                        |                                                        |   | 2°    | Marathón                                              | 1                                                     | 2                                                     | 3                                                     |                                                       |  |  |                                                |                                                |                                                |                                                |                                                |  |
|  |                                                        |                                                        | 3°                                                     | Motagua                                                | 2                                                      | 2 | 4     |                                                       |                                                       |                                                       |                                                       |                                                       |  |  |                                                |                                                |                                                |                                                |                                                |  |
|  |                                                        |                                                        | 3°                                                     | Motagua                                                | 2                                                      | 2 | 4     |                                                       |                                                       |                                                       |                                                       |                                                       |  |  |                                                |                                                |                                                |                                                |                                                |  |
|  |                                                        |                                                        |                                                        |                                                        |                                                        |   |       |                                                       |                                                       |                                                       |                                                       |                                                       |  |  |                                                |                                                |                                                |                                                |                                                |  |
|  |                                                        |                                                        |                                                        |                                                        |                                                        |   |       |                                                       |                                                       |                                                       |                                                       |                                                       |  |  |                                                |                                                |                                                |                                                |                                                |  |
|  |                                                        |                                                        |                                                        |                                                        |                                                        |   |       |                                                       |                                                       |                                                       |                                                       |                                                       |  |  |                                                |                                                |                                                |                                                |                                                |  |
|  |                                                        |                                                        |                                                        |                                                        |                                                        |   |       |                                                       |                                                       |                                                       |                                                       |                                                       |  |  |                                                |                                                |                                                |                                                |                                                |  |

### Repechajes
| 29 de noviembre de 2023, 19:00 | Real Sociedad | 0:0     | Génesis | Estadio Francisco Martínez, Tocoa. |                            |
|                                |               | Reporte |         | Árbitro(s): Nelson Salgado         | Árbitro(s): Nelson Salgado |

| 2 de diciembre de 2023, 19:00 | Génesis                                 | 3:2 (2:0) (Global 3:2) | Real Sociedad            | Estadio Carlos Miranda, Comayagua. |                        |
|                               | Moreira 39' · Gutiérrez 44' · Reyes 48' | Reporte                | Martínez 50' · Ortiz 72' | Árbitro(s): Luis Mejía             | Árbitro(s): Luis Mejía |

| 30 de noviembre de 2023,19:00 | Olancho                | 2:2 (2:1) | Motagua                 | Estadio Juan Ramón Brevé, Juticalpa. |                           |
|                               | Abott 14' · Tejeda 37' | Reporte   | Campana 12' · Mejía 65' | Árbitro(s): Said Martínez            | Árbitro(s): Said Martínez |

| 3 de diciembre de 2023, 19:00 | Motagua                      | 1:1 (0:0) (3:0 p.)(Global 3:3) | Olancho                       | Estadio Chelato Uclés, Tegucigalpa. |                              |
|                               | Argueta 84'                  | Reporte                        | Monico 71'                    | Árbitro(s): Melvin Matamoros        | Árbitro(s): Melvin Matamoros |
|                               |                              | Tiros desde el punto penal     |                               |                                     |                              |
|                               | Auzmendi · Meléndez · Santos |                                | Fernández · Soda · Altamirano |                                     |                              |

### Semifinales
| 7 de diciembre de 2023, 19:00 | Génesis | 0:1 (0:1) | Olimpia   | Estadio Carlos Miranda, Comayagua. |                              |
|                               |         | Reporte   | Pinto 27' | Árbitro(s): Melvin Matamoros       | Árbitro(s): Melvin Matamoros |

| 10 de diciembre de 2023, 16:00 | Olimpia                 | 2:0 (1:0) (Global 3:0) | Génesis | Estadio Chelato Uclés, Tegucigalpa. |                           |
|                                | Bengtson 20' · Moya 90' | Reporte                |         | Árbitro(s): Said Martínez           | Árbitro(s): Said Martínez |

| 6 de diciembre de 2023, 19:00 | Motagua                 | 2:1 (1:0) | Marathón     | Estadio Chelato Uclés, Tegucigalpa. |                            |
|                               | Auzmendi 18' (pen.) 56' | Reporte   | Castillo 49' | Árbitro(s): Nelson Salgado          | Árbitro(s): Nelson Salgado |

| 9 de diciembre de 2023, 15:00 | Marathón                        | 2:2 (0:2) (Global 3:4) | Motagua                    | Estadio Yankel Rosenthal, San Pedro Sula. |                          |
|                               | C. Zuniga 80' (pen.) 87' (pen.) | Reporte                | Mejia 33' · Delgado 45 +2' | Árbitro(s): Selvin Brown                  | Árbitro(s): Selvin Brown |

### Final
| 17 de diciembre de 2023, 17:00 | Motagua | 0:0     | Olimpia | Estadio Chelato Uclés, Tegucigalpa. |                            |
|                                |         | Reporte |         | Árbitro(s): Nelson Salgado          | Árbitro(s): Nelson Salgado |

| 21 de diciembre de 2023, 19:00 | Olimpia                       | 2:1 (0:1) (Global 2:1) | Motagua     | Estadio Chelato Uclés, Tegucigalpa. |                           |
|                                | Bengtson 48' · Arboleda 90+2' | Reporte                | Delgado 11' | Árbitro(s): Said Martínez           | Árbitro(s): Said Martínez |

|                             |
| Campeón Olimpia 37.° título |

## Torneo Clausura

### Tabla de posiciones
| Pos. | Equipo        | Pts. | PJ | G  | E | P  | GF | GC | Dif. | Clasificación |
| ---- | ------------- | ---- | -- | -- | - | -- | -- | -- | ---- | ------------- |
| 1    | Marathón      | 35   | 18 | 11 | 2 | 5  | 33 | 18 | +15  | Semifinales   |
| 2    | Motagua       | 34   | 18 | 9  | 7 | 2  | 30 | 15 | +15  | Semifinales   |
| 3    | Olimpia       | 33   | 18 | 9  | 6 | 3  | 33 | 14 | +19  | Repechaje     |
| 4    | Olancho       | 29   | 18 | 7  | 8 | 3  | 18 | 11 | +7   | Repechaje     |
| 5    | Génesis       | 27   | 18 | 7  | 6 | 5  | 12 | 15 | −3   | Repechaje     |
| 6    | Real España   | 24   | 18 | 6  | 6 | 6  | 24 | 22 | +2   | Repechaje     |
| 7    | Real Sociedad | 21   | 18 | 7  | 0 | 11 | 23 | 32 | −9   |               |
| 8    | Victoria      | 20   | 18 | 5  | 5 | 8  | 16 | 24 | −8   |               |
| 9    | UPNFM         | 15   | 18 | 4  | 3 | 11 | 11 | 24 | −13  |               |
| 10   | Vida          | 10   | 18 | 3  | 1 | 14 | 16 | 41 | −25  | Último Lugar  |

Actualizado a los partidos jugados el 28 de abril de 2024.
 Fuente: Liga Betcris

### Fase final
|  | Repechaje                                  | Repechaje                                  | Repechaje                                  | Repechaje                                  | Repechaje                                  |   |    | Semifinales                         | Semifinales                         | Semifinales                         | Semifinales                         | Semifinales                         |   |  | Final                                      | Final                                      | Final                                      | Final                                      | Final                                      |  |
|  | 1 y 2 de mayo (ida) 4 y 5 de mayo (vuelta) | 1 y 2 de mayo (ida) 4 y 5 de mayo (vuelta) | 1 y 2 de mayo (ida) 4 y 5 de mayo (vuelta) | 1 y 2 de mayo (ida) 4 y 5 de mayo (vuelta) | 1 y 2 de mayo (ida) 4 y 5 de mayo (vuelta) |   |    | 8 de mayo (ida) 11 de mayo (vuelta) | 8 de mayo (ida) 11 de mayo (vuelta) | 8 de mayo (ida) 11 de mayo (vuelta) | 8 de mayo (ida) 11 de mayo (vuelta) | 8 de mayo (ida) 11 de mayo (vuelta) |   |  | 19 de mayo (ida) 25 al 26 de mayo (vuelta) | 19 de mayo (ida) 25 al 26 de mayo (vuelta) | 19 de mayo (ida) 25 al 26 de mayo (vuelta) | 19 de mayo (ida) 25 al 26 de mayo (vuelta) | 19 de mayo (ida) 25 al 26 de mayo (vuelta) |  |
|  |                                            |                                            |                                            |                                            |                                            |   |    |                                     |                                     |                                     |                                     |                                     |   |  |                                            |                                            |                                            |                                            |                                            |  |
|  |                                            |                                            |                                            |                                            |                                            |   |    |                                     |                                     |                                     |                                     |                                     |   |  |                                            |                                            |                                            |                                            |                                            |  |
|  | 4°                                         | Olancho                                    | 0                                          | 0                                          | 0                                          |   |    |                                     |                                     |                                     |                                     |                                     |   |  |                                            |                                            |                                            |                                            |                                            |  |
|  | 4°                                         | Olancho                                    | 0                                          | 0                                          | 0                                          |   |    |                                     |                                     |                                     |                                     |                                     |   |  |                                            |                                            |                                            |                                            |                                            |  |
|  | 5°                                         | Génesis                                    | 1                                          | 0                                          | 1                                          |   |    |                                     |                                     |                                     |                                     |                                     |   |  |                                            |                                            |                                            |                                            |                                            |  |
|  | 5°                                         | Génesis                                    | 1                                          | 0                                          | 1                                          |   | 1° | Marathón                            | 2                                   | 1                                   | 3                                   |                                     |   |  |                                            |                                            |                                            |                                            |                                            |  |
|  |                                            |                                            |                                            |                                            |                                            |   | 1° | Marathón                            | 2                                   | 1                                   | 3                                   |                                     |   |  |                                            |                                            |                                            |                                            |                                            |  |
|  |                                            |                                            | 5°                                         | Génesis                                    | 0                                          | 0 | 0  |                                     |                                     |                                     |                                     |                                     |   |  |                                            |                                            |                                            |                                            |                                            |  |
|  |                                            |                                            | 5°                                         | Génesis                                    | 0                                          | 0 | 0  |                                     |                                     |                                     |                                     |                                     |   |  |                                            |                                            |                                            |                                            |                                            |  |
|  |                                            |                                            |                                            |                                            |                                            |   |    |                                     |                                     |                                     |                                     |                                     |   |  |                                            |                                            |                                            |                                            |                                            |  |
|  |                                            |                                            |                                            |                                            |                                            |   |    |                                     |                                     |                                     |                                     |                                     |   |  |                                            |                                            |                                            |                                            |                                            |  |
|  |                                            |                                            |                                            |                                            |                                            |   |    |                                     | 1°                                  | Marathón                            | 1                                   | 2                                   | 3 |  |                                            |                                            |                                            |                                            |                                            |  |
|  |                                            |                                            |                                            |                                            |                                            |   |    |                                     |                                     |                                     |                                     |                                     | 3 |  |                                            |                                            |                                            |                                            |                                            |  |
|  |                                            |                                            | 3°                                         | Olimpia                                    | 3                                          | 2 | 5  |                                     |                                     |                                     |                                     |                                     |   |  |                                            |                                            |                                            |                                            |                                            |  |
|  | 3°                                         | Olimpia                                    | 3°                                         | Olimpia                                    | 3                                          | 2 | 5  | 0                                   | 3                                   | 3                                   |                                     |                                     |   |  |                                            |                                            |                                            |                                            |                                            |  |
|  | 3°                                         | Olimpia                                    |                                            |                                            |                                            |   |    |                                     |                                     | 3                                   |                                     |                                     |   |  |                                            |                                            |                                            |                                            |                                            |  |
|  | 6°                                         | Real España                                | 1                                          | 1                                          | 2                                          |   |    |                                     |                                     |                                     |                                     |                                     |   |  |                                            |                                            |                                            |                                            |                                            |  |
|  | 6°                                         | Real España                                | 1                                          | 1                                          | 2                                          |   | 2° | Motagua                             | 3                                   | 3                                   | 6                                   |                                     |   |  |                                            |                                            |                                            |                                            |                                            |  |
|  |                                            |                                            |                                            |                                            |                                            |   | 2° | Motagua                             | 3                                   | 3                                   | 6                                   |                                     |   |  |                                            |                                            |                                            |                                            |                                            |  |
|  |                                            |                                            | 3°                                         | Olimpia                                    | 3                                          | 4 | 7  |                                     |                                     |                                     |                                     |                                     |   |  |                                            |                                            |                                            |                                            |                                            |  |
|  |                                            |                                            | 3°                                         | Olimpia                                    | 3                                          | 4 | 7  |                                     |                                     |                                     |                                     |                                     |   |  |                                            |                                            |                                            |                                            |                                            |  |
|  |                                            |                                            |                                            |                                            |                                            |   |    |                                     |                                     |                                     |                                     |                                     |   |  |                                            |                                            |                                            |                                            |                                            |  |
|  |                                            |                                            |                                            |                                            |                                            |   |    |                                     |                                     |                                     |                                     |                                     |   |  |                                            |                                            |                                            |                                            |                                            |  |
|  |                                            |                                            |                                            |                                            |                                            |   |    |                                     |                                     |                                     |                                     |                                     |   |  |                                            |                                            |                                            |                                            |                                            |  |
|  |                                            |                                            |                                            |                                            |                                            |   |    |                                     |                                     |                                     |                                     |                                     |   |  |                                            |                                            |                                            |                                            |                                            |  |

### Repechajes
| 2 de mayo de 2024, 19:00 Archivo:CanalDeportesTVC2023.png | Génesis              | 1:0 (1:0) | Olancho | Estadio Carlos Miranda, Comayagua. |                         |
|                                                           | Moreira 40+2' (pen.) | Reporte   |         | Árbitro(s): Raúl Castro            | Árbitro(s): Raúl Castro |

| 5 de mayo de 2024, 16:00 Archivo:CanalDeportesTVC2023.png | Olancho | 0:0 (Global 0:1) | Génesis | Estadio Juan Ramón Brevé, Juticalpa. |                              |
|                                                           |         | Reporte          |         | Árbitro(s): Melvin Matamoros         | Árbitro(s): Melvin Matamoros |

| 1 de mayo de 2024, 19:00 Archivo:CanalDeportesTVC2023.png | Real España | 1:0 (0:0) | Olimpia | Estadio Olímpico Metropolitano, San Pedro Sula. |                           |
|                                                           | Small 60'   | Reporte   |         | Árbitro(s): Saíd Martínez                       | Árbitro(s): Saíd Martínez |

| 4 de mayo de 2024, 19:00 Archivo:CanalDeportesTVC2023.png | Olimpia                                 | 3:1 (1:0) (Global 3:2) | Real España | Estadio Chelato Uclés, Tegucigalpa. |                              |
|                                                           | Araújo 5' · Bengtson 63' · Chirinos 78' | Reporte                | Cálix 59'   | Árbitro(s): Héctor Rodríguez        | Árbitro(s): Héctor Rodríguez |

### Semifinales
| 8 de mayo de 2024, 18:00 Archivo:CanalDeportesTVC2023.png | Génesis | 0:2 (0:1) | Marathón                   | Estadio Carlos Miranda, Comayagua |                           |
|                                                           |         | Reporte   | A. Vega 37' · Lacayo 90+3' | Árbitro(s): Said Martínez         | Árbitro(s): Said Martínez |

| 11 de mayo de 2024, 15:30 Archivo:CanalDeportesTVC2023.png | Marathón    | 1:0 (1:0) (Global 3:0) | Génesis | Estadio Yankel Rosenthal, San Pedro Sula. |                            |
|                                                            | A. Vega 12' | Reporte                |         | Árbitro(s): Armando Castro                | Árbitro(s): Armando Castro |

| 8 de mayo de 2024, 20:06 Archivo:CanalDeportesTVC2023.png | Olimpia                                         | 3:3 (2:0) | Motagua                                        | Estadio Chelato Uclés, Tegucigalpa. |                          |
|                                                           | J. Garcia 15' · Arboleda 27' · E. Rodríguez 90' | Reporte   | R. Auzmendi 68' · L. Vega 75' · K. Alvarez 82' | Árbitro(s): Selvin Brown            | Árbitro(s): Selvin Brown |

| 11 de mayo de 2024, 19:00 Archivo:CanalDeportesTVC2023.png | Motagua                                                 | 3:4 (2:1) (Global 6:7) | Olimpia                                                                | Estadio Chelato Uclés, Tegucigalpa. |                            |
|                                                            | R. Gómez 11' · R. Castillo 21' (pen.) · C. Meléndez 65' | Reporte                | Arboleda 6' · Bengtson 51' (pen.) · Najar 86' · C. Meléndez 89' (a.g.) | Árbitro(s): Nelson Salgado          | Árbitro(s): Nelson Salgado |

### Final
| 19 de mayo de 2024, 18:00 Archivo:CanalDeportesTVC2023.png | Olimpia                          | 3:1 (1:1) | Marathón           | Estadio Chelato Uclés, Tegucigalpa.                       |                                                           |
|                                                            | Arboleda 18', 70' · Chirinos 66' | Reporte   | 26' (pen.) A. Vega | Asistencia: 14 418 espectadores Árbitro(s): Saíd Martínez | Asistencia: 14 418 espectadores Árbitro(s): Saíd Martínez |

| 25 de mayo de 2024, 15:00 Archivo:CanalDeportesTVC2023.png | Marathón                   | 2:2 (1:2) (Global 3:5) | Olimpia                           | Estadio Yankel Rosenthal, San Pedro Sula.                   |                                                             |
|                                                            | I. Lopez 38' · A. Vega 70' | Reporte                | E. Rodriguez 34' · J. Alvarez 43' | Asistencia: 7 250 espectadores Árbitro(s): Melvin Matamoros | Asistencia: 7 250 espectadores Árbitro(s): Melvin Matamoros |

### Final Ida
| 1     | POR   | Edrick Menjívar   |     |
| 2     | DEF   | Maylor Núñez      | 56' |
| 12    | DEF   | Gabriel Araújo    |     |
| 16    | DEF   | Julián Martínez   |     |
| 17    | DEF   | Jonathan Paz      | 46' |
| 8     | MED   | Edwin Rodríguez   |     |
| 23    | MED   | Jorge Álvarez     | 56' |
| 32    | MED   | Carlos Pineda     |     |
| 33    | MED   | Michaell Chirinos | 87' |
| 19    | DEL   | Yustin Arboleda   |     |
| 27    | DEL   | Jerry Bengtson    |     |
| D. T. | D. T. | Pedro Troglio     |     |

| 23    | POR   | César Samudio      |     |
| 4     | DEF   | Javier Rivera      |     |
| 14    | DEF   | Javier Arriaga     |     |
| 27    | DEF   | Félix Crisanto     |     |
| 31    | DEF   | Mathías Techera    |     |
| 5     | MED   | Francisco Martínez |     |
| 10    | MED   | Damin Ramírez      |     |
| 17    | MED   | Alexy Vega         | 87' |
| 7     | DEL   | Isaac Castillo     | 71' |
| 9     | DEL   | Clayvin Zúniga     | 79' |
| 70    | DEL   | Iván López         | 87' |
| D. T. | D. T. | Hernán Medina      |     |

| 15 | DEF | André Orellana | 46' |
| 7  | MED | José Pinto     | 56' |
| 14 | DEF | Andy Najar     | 56' |
| 30 | DEL | Edwin Solano   | 87' |

| 8  | MED | Tomás Sorto    | 71' |
| 18 | DEL | Júnior Lacayo  | 79' |
| 26 | DEL | Samuel Elvir   | 87' |
| 11 | MED | Selvin Guevara | 87' |

| 18' · 66' · 70' | Arboleda Chirinos Arboleda | 1:0 2:1 3:1 |

| 26' (pen.) | A. Vega | 1:1 |

| 20' · 23' | J. Martínez J. Paz |

| 27' · 42' | F. Martínez F. Crisanto |

| Principal  | Saíd Martínez  |
| Asistentes | Walter López   |
|            | Jesús Tabora   |
| Cuarto     | Nelson Salgado |
| Quinto     | José Franco    |

| 1     | POR   | Edrick Menjívar   |     |
| 2     | DEF   | Maylor Núñez      | 56' |
| 12    | DEF   | Gabriel Araújo    |     |
| 16    | DEF   | Julián Martínez   |     |
| 17    | DEF   | Jonathan Paz      | 46' |
| 8     | MED   | Edwin Rodríguez   |     |
| 23    | MED   | Jorge Álvarez     | 56' |
| 32    | MED   | Carlos Pineda     |     |
| 33    | MED   | Michaell Chirinos | 87' |
| 19    | DEL   | Yustin Arboleda   |     |
| 27    | DEL   | Jerry Bengtson    |     |
| D. T. | D. T. | Pedro Troglio     |     |

| 23    | POR   | César Samudio      |     |
| 4     | DEF   | Javier Rivera      |     |
| 14    | DEF   | Javier Arriaga     |     |
| 27    | DEF   | Félix Crisanto     |     |
| 31    | DEF   | Mathías Techera    |     |
| 5     | MED   | Francisco Martínez |     |
| 10    | MED   | Damin Ramírez      |     |
| 17    | MED   | Alexy Vega         | 87' |
| 7     | DEL   | Isaac Castillo     | 71' |
| 9     | DEL   | Clayvin Zúniga     | 79' |
| 70    | DEL   | Iván López         | 87' |
| D. T. | D. T. | Hernán Medina      |     |

| 15 | DEF | André Orellana | 46' |
| 7  | MED | José Pinto     | 56' |
| 14 | DEF | Andy Najar     | 56' |
| 30 | DEL | Edwin Solano   | 87' |

| 8  | MED | Tomás Sorto    | 71' |
| 18 | DEL | Júnior Lacayo  | 79' |
| 26 | DEL | Samuel Elvir   | 87' |
| 11 | MED | Selvin Guevara | 87' |

| 18' · 66' · 70' | Arboleda Chirinos Arboleda | 1:0 2:1 3:1 |

| 26' (pen.) | A. Vega | 1:1 |

| 20' · 23' | J. Martínez J. Paz |

| 27' · 42' | F. Martínez F. Crisanto |

| Principal  | Saíd Martínez  |
| Asistentes | Walter López   |
|            | Jesús Tabora   |
| Cuarto     | Nelson Salgado |
| Quinto     | José Franco    |

| 1     | POR   | Edrick Menjívar   |     |
| 2     | DEF   | Maylor Núñez      | 56' |
| 12    | DEF   | Gabriel Araújo    |     |
| 16    | DEF   | Julián Martínez   |     |
| 17    | DEF   | Jonathan Paz      | 46' |
| 8     | MED   | Edwin Rodríguez   |     |
| 23    | MED   | Jorge Álvarez     | 56' |
| 32    | MED   | Carlos Pineda     |     |
| 33    | MED   | Michaell Chirinos | 87' |
| 19    | DEL   | Yustin Arboleda   |     |
| 27    | DEL   | Jerry Bengtson    |     |
| D. T. | D. T. | Pedro Troglio     |     |

| 23    | POR   | César Samudio      |     |
| 4     | DEF   | Javier Rivera      |     |
| 14    | DEF   | Javier Arriaga     |     |
| 27    | DEF   | Félix Crisanto     |     |
| 31    | DEF   | Mathías Techera    |     |
| 5     | MED   | Francisco Martínez |     |
| 10    | MED   | Damin Ramírez      |     |
| 17    | MED   | Alexy Vega         | 87' |
| 7     | DEL   | Isaac Castillo     | 71' |
| 9     | DEL   | Clayvin Zúniga     | 79' |
| 70    | DEL   | Iván López         | 87' |
| D. T. | D. T. | Hernán Medina      |     |

| 15 | DEF | André Orellana | 46' |
| 7  | MED | José Pinto     | 56' |
| 14 | DEF | Andy Najar     | 56' |
| 30 | DEL | Edwin Solano   | 87' |

| 8  | MED | Tomás Sorto    | 71' |
| 18 | DEL | Júnior Lacayo  | 79' |
| 26 | DEL | Samuel Elvir   | 87' |
| 11 | MED | Selvin Guevara | 87' |

| 18' · 66' · 70' | Arboleda Chirinos Arboleda | 1:0 2:1 3:1 |

| 26' (pen.) | A. Vega | 1:1 |

| 20' · 23' | J. Martínez J. Paz |

| 27' · 42' | F. Martínez F. Crisanto |

| Principal  | Saíd Martínez  |
| Asistentes | Walter López   |
|            | Jesús Tabora   |
| Cuarto     | Nelson Salgado |
| Quinto     | José Franco    |

| 1     | POR   | Edrick Menjívar   |     |
| 2     | DEF   | Maylor Núñez      | 56' |
| 12    | DEF   | Gabriel Araújo    |     |
| 16    | DEF   | Julián Martínez   |     |
| 17    | DEF   | Jonathan Paz      | 46' |
| 8     | MED   | Edwin Rodríguez   |     |
| 23    | MED   | Jorge Álvarez     | 56' |
| 32    | MED   | Carlos Pineda     |     |
| 33    | MED   | Michaell Chirinos | 87' |
| 19    | DEL   | Yustin Arboleda   |     |
| 27    | DEL   | Jerry Bengtson    |     |
| D. T. | D. T. | Pedro Troglio     |     |

| 23    | POR   | César Samudio      |     |
| 4     | DEF   | Javier Rivera      |     |
| 14    | DEF   | Javier Arriaga     |     |
| 27    | DEF   | Félix Crisanto     |     |
| 31    | DEF   | Mathías Techera    |     |
| 5     | MED   | Francisco Martínez |     |
| 10    | MED   | Damin Ramírez      |     |
| 17    | MED   | Alexy Vega         | 87' |
| 7     | DEL   | Isaac Castillo     | 71' |
| 9     | DEL   | Clayvin Zúniga     | 79' |
| 70    | DEL   | Iván López         | 87' |
| D. T. | D. T. | Hernán Medina      |     |

| 15 | DEF | André Orellana | 46' |
| 7  | MED | José Pinto     | 56' |
| 14 | DEF | Andy Najar     | 56' |
| 30 | DEL | Edwin Solano   | 87' |

| 8  | MED | Tomás Sorto    | 71' |
| 18 | DEL | Júnior Lacayo  | 79' |
| 26 | DEL | Samuel Elvir   | 87' |
| 11 | MED | Selvin Guevara | 87' |

| 18' · 66' · 70' | Arboleda Chirinos Arboleda | 1:0 2:1 3:1 |

| 26' (pen.) | A. Vega | 1:1 |

| 20' · 23' | J. Martínez J. Paz |

| 27' · 42' | F. Martínez F. Crisanto |

| Principal  | Saíd Martínez  |
| Asistentes | Walter López   |
|            | Jesús Tabora   |
| Cuarto     | Nelson Salgado |
| Quinto     | José Franco    |

### Final Vuelta
| 23    | POR   | César Samudio      |     |
| 4     | DEF   | Javier Rivera      |     |
| 14    | DEF   | Javier Arriaga     |     |
| 27    | DEF   | Félix Crisanto     | 90' |
| 31    | DEF   | Mathías Techera    |     |
| 5     | MED   | Francisco Martínez |     |
| 10    | MED   | Damin Ramírez      | 66' |
| 11    | MED   | Selvin Guevara     | 46' |
| 17    | MED   | Alexy Vega         |     |
| 18    | DEL   | Júnior Lacayo      | 46' |
| 70    | DEL   | Iván López         | 90' |
| D. T. | D. T. | Hernán Medina      |     |

| 1     | POR   | Edrick Menjívar   |     |
| 14    | DEF   | Andy Najar        | 81' |
| 15    | DEF   | André Orellana    |     |
| 16    | DEF   | Julián Martínez   |     |
| 17    | DEF   | Jonathan Paz      | 69' |
| 7     | MED   | José Mario Pinto  |     |
| 8     | MED   | Edwin Rodríguez   | 69' |
| 23    | MED   | Jorge Álvarez     | 81' |
| 32    | MED   | Carlos Pineda     |     |
| 19    | DEL   | Yustin Arboleda   |     |
| 33    | DEL   | Michaell Chirinos | 65' |
| D. T. | D. T. | Pedro Troglio     |     |

| 7  | MED | Issac Castillo   | 46' |
| 9  | DEL | Clayvin Zúniga   | 46' |
| 21 | MED | Odín Ramos       | 66' |
| 29 | MED | Jeyson Contreras | 90' |
| 52 | MED | Axel Alvarado    | 90' |

| 2  | DEF | Maylor Núñez    | 65' |
| 12 | DEF | Gabriel Araújo  | 69' |
| 30 | MED | Edwin Solano    | 69' |
| 6  | DEF | Brayan Beckeles | 81' |
| 34 | MED | Kevin López     | 81' |

| 38' · 70' | I. López A. Vega | 1:1 2:2 |

| 34' · 43' | E. Rodríguez J. Álvarez | 0:1 1:2 |

| 36' · 41' | F. Crisanto F. Martínez |

| 15' | C. Pineda |

| 48' | M. Techera |

| Principal  | Melvin Matamoros  |
| Asistentes | Christian Ramírez |
|            | Gerson Orellana   |
| Cuarto     | Selvin Brown      |
| Quinto     | Alidio Hernández  |

| 23    | POR   | César Samudio      |     |
| 4     | DEF   | Javier Rivera      |     |
| 14    | DEF   | Javier Arriaga     |     |
| 27    | DEF   | Félix Crisanto     | 90' |
| 31    | DEF   | Mathías Techera    |     |
| 5     | MED   | Francisco Martínez |     |
| 10    | MED   | Damin Ramírez      | 66' |
| 11    | MED   | Selvin Guevara     | 46' |
| 17    | MED   | Alexy Vega         |     |
| 18    | DEL   | Júnior Lacayo      | 46' |
| 70    | DEL   | Iván López         | 90' |
| D. T. | D. T. | Hernán Medina      |     |

| 1     | POR   | Edrick Menjívar   |     |
| 14    | DEF   | Andy Najar        | 81' |
| 15    | DEF   | André Orellana    |     |
| 16    | DEF   | Julián Martínez   |     |
| 17    | DEF   | Jonathan Paz      | 69' |
| 7     | MED   | José Mario Pinto  |     |
| 8     | MED   | Edwin Rodríguez   | 69' |
| 23    | MED   | Jorge Álvarez     | 81' |
| 32    | MED   | Carlos Pineda     |     |
| 19    | DEL   | Yustin Arboleda   |     |
| 33    | DEL   | Michaell Chirinos | 65' |
| D. T. | D. T. | Pedro Troglio     |     |

| 7  | MED | Issac Castillo   | 46' |
| 9  | DEL | Clayvin Zúniga   | 46' |
| 21 | MED | Odín Ramos       | 66' |
| 29 | MED | Jeyson Contreras | 90' |
| 52 | MED | Axel Alvarado    | 90' |

| 2  | DEF | Maylor Núñez    | 65' |
| 12 | DEF | Gabriel Araújo  | 69' |
| 30 | MED | Edwin Solano    | 69' |
| 6  | DEF | Brayan Beckeles | 81' |
| 34 | MED | Kevin López     | 81' |

| 38' · 70' | I. López A. Vega | 1:1 2:2 |

| 34' · 43' | E. Rodríguez J. Álvarez | 0:1 1:2 |

| 36' · 41' | F. Crisanto F. Martínez |

| 15' | C. Pineda |

| 48' | M. Techera |

| Principal  | Melvin Matamoros  |
| Asistentes | Christian Ramírez |
|            | Gerson Orellana   |
| Cuarto     | Selvin Brown      |
| Quinto     | Alidio Hernández  |

| 23    | POR   | César Samudio      |     |
| 4     | DEF   | Javier Rivera      |     |
| 14    | DEF   | Javier Arriaga     |     |
| 27    | DEF   | Félix Crisanto     | 90' |
| 31    | DEF   | Mathías Techera    |     |
| 5     | MED   | Francisco Martínez |     |
| 10    | MED   | Damin Ramírez      | 66' |
| 11    | MED   | Selvin Guevara     | 46' |
| 17    | MED   | Alexy Vega         |     |
| 18    | DEL   | Júnior Lacayo      | 46' |
| 70    | DEL   | Iván López         | 90' |
| D. T. | D. T. | Hernán Medina      |     |

| 1     | POR   | Edrick Menjívar   |     |
| 14    | DEF   | Andy Najar        | 81' |
| 15    | DEF   | André Orellana    |     |
| 16    | DEF   | Julián Martínez   |     |
| 17    | DEF   | Jonathan Paz      | 69' |
| 7     | MED   | José Mario Pinto  |     |
| 8     | MED   | Edwin Rodríguez   | 69' |
| 23    | MED   | Jorge Álvarez     | 81' |
| 32    | MED   | Carlos Pineda     |     |
| 19    | DEL   | Yustin Arboleda   |     |
| 33    | DEL   | Michaell Chirinos | 65' |
| D. T. | D. T. | Pedro Troglio     |     |

| 7  | MED | Issac Castillo   | 46' |
| 9  | DEL | Clayvin Zúniga   | 46' |
| 21 | MED | Odín Ramos       | 66' |
| 29 | MED | Jeyson Contreras | 90' |
| 52 | MED | Axel Alvarado    | 90' |

| 2  | DEF | Maylor Núñez    | 65' |
| 12 | DEF | Gabriel Araújo  | 69' |
| 30 | MED | Edwin Solano    | 69' |
| 6  | DEF | Brayan Beckeles | 81' |
| 34 | MED | Kevin López     | 81' |

| 38' · 70' | I. López A. Vega | 1:1 2:2 |

| 34' · 43' | E. Rodríguez J. Álvarez | 0:1 1:2 |

| 36' · 41' | F. Crisanto F. Martínez |

| 15' | C. Pineda |

| 48' | M. Techera |

| Principal  | Melvin Matamoros  |
| Asistentes | Christian Ramírez |
|            | Gerson Orellana   |
| Cuarto     | Selvin Brown      |
| Quinto     | Alidio Hernández  |

| 23    | POR   | César Samudio      |     |
| 4     | DEF   | Javier Rivera      |     |
| 14    | DEF   | Javier Arriaga     |     |
| 27    | DEF   | Félix Crisanto     | 90' |
| 31    | DEF   | Mathías Techera    |     |
| 5     | MED   | Francisco Martínez |     |
| 10    | MED   | Damin Ramírez      | 66' |
| 11    | MED   | Selvin Guevara     | 46' |
| 17    | MED   | Alexy Vega         |     |
| 18    | DEL   | Júnior Lacayo      | 46' |
| 70    | DEL   | Iván López         | 90' |
| D. T. | D. T. | Hernán Medina      |     |

| 1     | POR   | Edrick Menjívar   |     |
| 14    | DEF   | Andy Najar        | 81' |
| 15    | DEF   | André Orellana    |     |
| 16    | DEF   | Julián Martínez   |     |
| 17    | DEF   | Jonathan Paz      | 69' |
| 7     | MED   | José Mario Pinto  |     |
| 8     | MED   | Edwin Rodríguez   | 69' |
| 23    | MED   | Jorge Álvarez     | 81' |
| 32    | MED   | Carlos Pineda     |     |
| 19    | DEL   | Yustin Arboleda   |     |
| 33    | DEL   | Michaell Chirinos | 65' |
| D. T. | D. T. | Pedro Troglio     |     |

| 7  | MED | Issac Castillo   | 46' |
| 9  | DEL | Clayvin Zúniga   | 46' |
| 21 | MED | Odín Ramos       | 66' |
| 29 | MED | Jeyson Contreras | 90' |
| 52 | MED | Axel Alvarado    | 90' |

| 2  | DEF | Maylor Núñez    | 65' |
| 12 | DEF | Gabriel Araújo  | 69' |
| 30 | MED | Edwin Solano    | 69' |
| 6  | DEF | Brayan Beckeles | 81' |
| 34 | MED | Kevin López     | 81' |

| 38' · 70' | I. López A. Vega | 1:1 2:2 |

| 34' · 43' | E. Rodríguez J. Álvarez | 0:1 1:2 |

| 36' · 41' | F. Crisanto F. Martínez |

| 15' | C. Pineda |

| 48' | M. Techera |

| Principal  | Melvin Matamoros  |
| Asistentes | Christian Ramírez |
|            | Gerson Orellana   |
| Cuarto     | Selvin Brown      |
| Quinto     | Alidio Hernández  |

|                             |
| Campeón Olimpia 38.° título |

### Repechajes
| 2 de mayo de 2024, 19:00 Archivo:CanalDeportesTVC2023.png | Génesis              | 1:0 (1:0) | Olancho | Estadio Carlos Miranda, Comayagua. |                         |
|                                                           | Moreira 40+2' (pen.) | Reporte   |         | Árbitro(s): Raúl Castro            | Árbitro(s): Raúl Castro |

| 5 de mayo de 2024, 16:00 Archivo:CanalDeportesTVC2023.png | Olancho | 0:0 (Global 0:1) | Génesis | Estadio Juan Ramón Brevé, Juticalpa. |                              |
|                                                           |         | Reporte          |         | Árbitro(s): Melvin Matamoros         | Árbitro(s): Melvin Matamoros |

| 1 de mayo de 2024, 19:00 Archivo:CanalDeportesTVC2023.png | Real España | 1:0 (0:0) | Olimpia | Estadio Olímpico Metropolitano, San Pedro Sula. |                           |
|                                                           | Small 60'   | Reporte   |         | Árbitro(s): Saíd Martínez                       | Árbitro(s): Saíd Martínez |

| 4 de mayo de 2024, 19:00 Archivo:CanalDeportesTVC2023.png | Olimpia                                 | 3:1 (1:0) (Global 3:2) | Real España | Estadio Chelato Uclés, Tegucigalpa. |                              |
|                                                           | Araújo 5' · Bengtson 63' · Chirinos 78' | Reporte                | Cálix 59'   | Árbitro(s): Héctor Rodríguez        | Árbitro(s): Héctor Rodríguez |

### Semifinales
| 8 de mayo de 2024, 19:00 Archivo:CanalDeportesTVC2023.png | Génesis | vs. | Marathón | Estadio Carlos Miranda, Comayagua |  |
|                                                           |         |     |          | Árbitro(s):                       |  |

| 11 de mayo de 2024, 15:00 Archivo:CanalDeportesTVC2023.png | Marathón | vs. | Génesis | Estadio Yankel Rosenthal, San Pedro Sula. |  |
|                                                            |          |     |         | Árbitro(s):                               |  |

| 9 de mayo de 2024, 19:00 Archivo:CanalDeportesTVC2023.png | Olimpia | vs. | Motagua | Estadio Chelato Uclés, Tegucigalpa. |  |
|                                                           |         |     |         | Árbitro(s):                         |  |

| 12 de mayo de 2024, 17:00 Archivo:CanalDeportesTVC2023.png | Motagua | vs. | Olimpia | Estadio Chelato Uclés, Tegucigalpa. |  |
|                                                            |         |     |         | Árbitro(s):                         |  |

## Tabla acumulada de la temporada
| Pos. | Equipo        | Pts. | PJ | G  | E  | P  | GF | GC | Dif. | Clasificación             |
| ---- | ------------- | ---- | -- | -- | -- | -- | -- | -- | ---- | ------------------------- |
| 1    | Olimpia       | 81   | 36 | 24 | 9  | 3  | 81 | 28 | +53  | Copa Centroamericana 2024 |
| 2    | Marathón      | 67   | 36 | 21 | 4  | 11 | 56 | 39 | +17  | Copa Centroamericana 2024 |
| 3    | Motagua       | 63   | 36 | 17 | 12 | 7  | 62 | 37 | +25  | Copa Centroamericana 2024 |
| 4    | Olancho       | 50   | 36 | 12 | 14 | 10 | 34 | 30 | +4   |                           |
| 5    | Génesis       | 50   | 36 | 13 | 11 | 12 | 35 | 39 | −4   |                           |
| 6    | Real España   | 45   | 36 | 12 | 9  | 15 | 50 | 54 | −4   |                           |
| 7    | Real Sociedad | 43   | 36 | 12 | 7  | 17 | 40 | 51 | −11  |                           |
| 8    | Victoria      | 37   | 36 | 9  | 10 | 17 | 39 | 54 | −15  |                           |
| 9    | UPNFM         | 30   | 36 | 8  | 6  | 22 | 31 | 62 | −31  | Repechaje de descenso     |
| 10   | Vida          | 30   | 36 | 8  | 6  | 22 | 42 | 76 | −34  | Repechaje de descenso     |

Actualizado a los partidos jugados el 28 de abril de 2024.
 Fuente: Liga Betcris
Notas:
1. ↑  Campeón Torneo Apertura 2023 y del Torneo Clausura 2024
2. ↑  Si hay empate en puntos en la tabla acumulada, el reglamento dice que se tendrá que jugar una serie de desempate entre los equipos empatados para definir al descendido.

## Cambios de entrenadores, jugadores extranjeros y descenso

### Cambios de entrenadores

#### Apertura
| Equipo        | Entrenador saliente  | Fecha                   | Jor.   | Pos. | Entrenador entrante  | Fecha                   | Jor.   |
| ------------- | -------------------- | ----------------------- | ------ | ---- | -------------------- | ----------------------- | ------ |
| Victoria      | Raúl Martínez (int.) | 29 de mayo de 2023      | Pre.   | Pre. | Hernán Medina        | 29 de mayo de 2023      | Pre.   |
| Real Sociedad | Mauro Reyes          | 31 de mayo de 2023      | Pre.   | Pre. | Ramón Maradiaga      | 3 de junio de 2023      | Pre.   |
| Vida          | Raúl Caceres         | 6 de junio de 2023      | Pre.   | Pre. | Héctor Vargas        | 1 de julio de 2023      | Pre.   |
| Real Sociedad | Ramón Maradiaga      | 22 de julio de 2023     | Pre.   | Pre. | Jhon Jairo López     | 25 de julio de 2023     | Pre.   |
| Olancho       | Humberto Rivera      | 28 de agosto de 2023    | 1 - 5  | 3.°  | Wilson Molina (int.) | 29 de agosto de 2023    | 6 -    |
| Real España   | Julio Rodríguez      | 28 de agosto de 2023    | 1 - 5  | 8.°  | José Valladares      | 28 de agosto de 2023    | 6 -    |
| Olancho       | Wilson Molina (int.) | 4 de septiembre de 2023 | 6      | 4.°  | Mauro De Giobbi      | 4 de septiembre de 2023 | 7 -    |
| Motagua       | Ninrod Medina        | 5 de septiembre de 2023 | 1 - 6  | 5.°  | César Vigevani       | 5 de septiembre de 2023 | 7 -    |
| Real España   | José Valladares      | 9 de octubre de 2023    | 6 - 12 | 8.°  | Miguel Falero        | 9 de octubre de 2023    | 13 -   |
| Lobos UPNFM   | Héctor Castellón     | 10 de octubre de 2023   | 1 - 12 | 10.° | Ramón Maradiaga      | 10 de octubre de 2023   | 13 -   |
| Motagua       | César Vigevani       | 26 de noviembre de 2023 | 7 - 18 | 3.°  | Diego Vázquez        | 26 de noviembre de 2023 | Rep. - |

#### Clausura
| Equipo      | Entrenador saliente       | Fecha                   | Jor.    | Pos. | Entrenador entrante       | Fecha                   | Jor. |
| ----------- | ------------------------- | ----------------------- | ------- | ---- | ------------------------- | ----------------------- | ---- |
| Olancho     | Mauro De Giobbi           | 8 de diciembre de 2023  | Pre.    | Pre. | Humberto Rivera           | 27 de diciembre de 2023 | Pre. |
| Marathón    | Salomón Nazar             | 14 de diciembre de 2023 | Pre.    | Pre. | Hernán Medina             | 22 de diciembre de 2023 | Pre. |
| Victoria    | Hernán Medina             | 18 de diciembre de 2023 | Pre.    | Pre. | Salomón Nazar             | 22 de diciembre de 2023 | Pre. |
| Vida        | Héctor Vargas             | 9 de enero de 2024      | Pre.    | Pre. | Raúl Martínez             | 9 de enero de 2024      | Pre. |
| Vida        | Raúl Martínez             | 6 de febrero de 2024    | 1 - 4   | 10.° | Leonardo Rodríguez (int.) | 6 de febrero de 2024    | 5 -  |
| Lobos UPNFM | Ramón Maradiaga           | 3 de marzo de 2024      | 1 - 9   | 9.°  | Juan Flores (int.)        | 4 de marzo de 2024      | 10 - |
| Vida        | Leonardo Rodríguez (int.) | 11 de marzo de 2024     | 5 - 10  | 10.° | Matías Quinteros          | 11 de marzo de 2024     | 11 - |
| Lobos UPNFM | Juan Flores (int.)        | 18 de marzo de 2024     | 10 - 11 | 10.° | Orlando López             | 18 de marzo de 2024     | 12 - |
| Vida        | Matías Quinteros          | 28 de marzo de 2024     | 11 - 12 | 10.° | David Fúnez               | 30 de marzo de 2024     | 12 - |

### Jugadores extranjeros
- Nota: De acuerdo con los reglamentos impuestos por la Liga Nacional de Fútbol Profesional de Honduras (LNFP) y la Federación Nacional Autónoma de Fútbol de Honduras (FENAFUTH), los equipos hondureños de Primera División están limitados a tener en sus plantillas un máximo de cuatro jugadores extranjeros. Los jugadores extranjeros que ocupan la quinta plaza también poseen la nacionalidad hondureña y, por lo tanto, utilizan carné de jugador nacional.

#### Apertura
| Equipo        | Jugador 1        | Jugador 2       | Jugador 3          | Jugador 4      |
| ------------- | ---------------- | --------------- | ------------------ | -------------- |
| Génesis       | Juan Diego Lasso | Stiven Dávila   | Roberto Moreira    | Marco Morales  |
| Marathón      | César Samudio    | Sebastián Gorga | Nicolás Royón      |                |
| Motagua       | Agustín Auzmendi | Lucas Campana   |                    |                |
| Olimpia       | Yustin Arboleda  | Yan Maciel      | Gabriel Araújo     |                |
| Olancho       | Azmahar Ariano   | Fabricio Silva  | Pablo Soda         | Rodrigo Faust  |
| Real España   | Rai Villa        | Ramiro Rocca    | Juan Vieyra        | Michael Pérez  |
| Real Sociedad | Luis Ortiz       | Álvaro Torres   | Jefferson Sánchez  |                |
| UPNFM         |                  |                 |                    |                |
| Victoria      | Gaspar Triverio  | Luis Hurtado    | Julani Archibald   |                |
| Vida          | Matías Quinteros | Brian Visser    | Jonathan Bornstein | Gabriel Tellas |

#### Clausura
| Equipo        | Jugador 1           | Jugador 2        | Jugador 3         | Jugador 4           |
| ------------- | ------------------- | ---------------- | ----------------- | ------------------- |
| Génesis       | Juan Diego Lasso    | Stiven Dávila    | Roberto Moreira   | Marco Morales       |
| Marathón      | César Samudio       | Mathías Techera  | Javier Rivera     | Maxi Pérez          |
| Motagua       | Agustín Auzmendi    | Jorge Serrano    | Rodrigo Gómez     | Rodrigo Auzmendi    |
| Olimpia       | Yustin Arboleda     | Yan Maciel       | Gabriel Araújo    |                     |
| Olancho       | Brian Visser        | Fabricio Silva   | Lucas Campana     | Federico Sellecchia |
| Real España   | Sebastián Hernández | Jim Varela       | Kennedy Rocha     | Carlos Small        |
| Real Sociedad | Luis Ortiz          | Álvaro Torres    | Rodrigo Rodríguez | Matías Soto         |
| UPNFM         |                     |                  |                   |                     |
| Victoria      | Erick Rodríguez     | Luis Hurtado     | Julani Archibald  | Brian Calabrese     |
| Vida          | Gabriel Tellas      | Matías Quinteros | Bandera de ?      | Bandera de ?        |

### Final del Descenso
| 1 de mayo de 2023, 15:00 | Vida                  | 1:0 (0:0) | Lobos UPNFM | Estadio Ceibeño, La Ceiba. |                            |
|                          | Portillo 90+2' (pen.) | Reporte   |             | Árbitro(s): Armando Castro | Árbitro(s): Armando Castro |

| 4 de mayo de 2023, 15:00 Archivo:CanalDeportesTVC2023.png | Lobos UPNFM                                  | 3:0 (1:0) (Global 3:1) | Vida | Estadio Emilio Williams, Choluteca. |                              |
|                                                           | Macías 41' · J. Róchez 54' · C. Róchez 90+1' | Reporte                |      | Árbitro(s): Melvin Matamoros        | Árbitro(s): Melvin Matamoros |

### Descendido
| 50×50px                  |
| Vida                     |
| Descendido el 04/05/2024 |